# 37. Monte-carlói nemzetközi cirkuszfesztivál
A 37. Monte-carlói Nemzetközi Cirkuszfesztivált (angolul: 37th International Circus Festival of Monte-Carlo) 2013. január 17. és 27. között rendezték meg Monte-Carlóban.

## A fesztivál fellépő művészei
| #  | Előadó                          | Szám                  | Nemzet             |
| -- | ------------------------------- | --------------------- | ------------------ |
| 01 | Pyong Yang Cirkusz csoportja    | pas de deux           | Észak-Korea        |
| 02 | Anait és Tatevik Seyranyan      | hajlékonyság          | Oroszország        |
| 03 | Catwall                         | gumiasztal akrobaták  | Kanada             |
| 04 | Kuba Nemzeti Cirkusz csoportja  | hajlogó szám          | Kuba               |
| 05 | Pat Clarrison                   | kutyák                | Egyesült Királyság |
| 06 | Alex & Cher                     | bohócok               | Oroszország        |
| 07 | Peking Nemzeti Akrobata Csoport | diabolo               | Kína               |
| 08 | Donnert csoport                 | lovas akrobaták       | Magyarország       |
| 09 | Duo Shcherbak & Popov           | erőemelő              | Ukrajna            |
| 10 | Mundial Cirkusz                 | elefántszám           | Spanyolország      |
| 11 | Trio Equivokee                  | bohócok               | Ukrajna            |
| 12 | Giang Brothers                  | erőemelő              | Vietnám            |
| 13 | Greschushkin csoport            | rúddobó akrobaták     | Oroszország        |
| 14 | Kazan csoport                   | zsonglőrök            | Oroszország        |
| 15 | Alexander Koblykov              | zsonglőr              | Oroszország        |
| 16 | Leosvel és Diosmani             | kínai rúd             | Kuba               |
| 17 | Trio Markin                     | rola-bola             | Oroszország        |
| 18 | Trio Meschanov                  | gyűrű légtornászok    | Oroszország        |
| 19 | Navas Family                    | magasdrót             | Ecuador            |
| 20 | Jean-François Pignon            | lovak szabadidomítása | Franciaország      |
| 21 | Maria Shemyakina                | tissue                | Oroszország        |
| 22 | Pyong Yang Cirkusz csoportja    | repülő trapéz         | Észak-Korea        |
| 23 | Peking Nemzeti Akrobata Csoport | karikaugrók           | Kína               |
| 24 | Navas Testvérek                 | halálkerék            | Ecuador            |
| 25 | Kid Bauer                       | oroszlánok            | Franciaország      |
| 26 | Minski Cirkusz                  | balett táncosok       | Fehéroroszország   |

## A fesztivál nyertesei

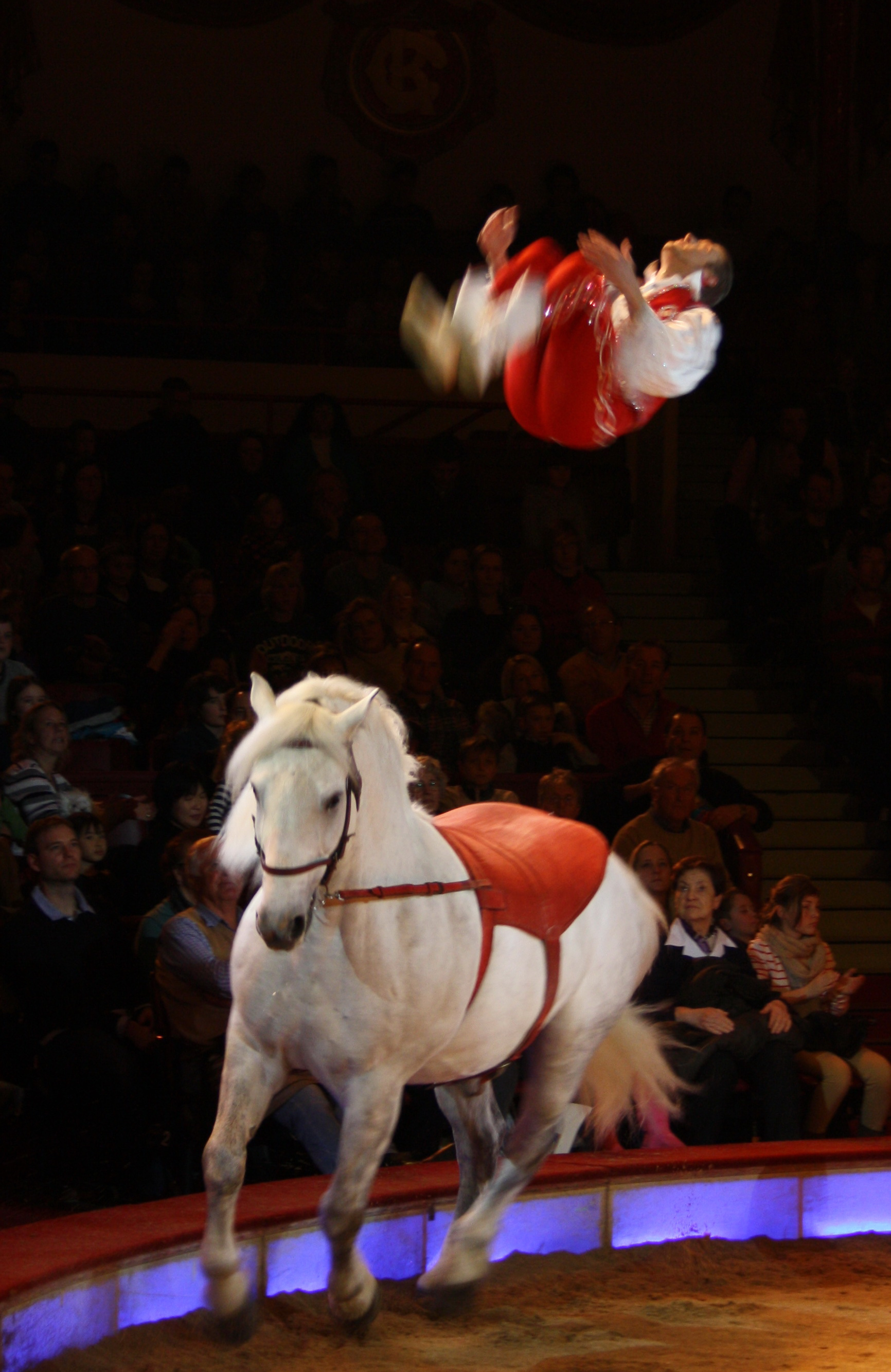
Donnert csoport
A fesztivál Bronzbohóc díjasai

| Díj        | Elnyerte                         | Nemzet        | Szám                 |
| ---------- | -------------------------------- | ------------- | -------------------- |
| Aranybohóc | Pekingi Nemzeti Akrobata Csoport | Kína          | diabolo, karikaugrók |
| Aranybohóc | Duo Shcherbak & Popov            | Ukrajna       | erőemelő             |
| Ezüstbohóc | Pyongyang Cirkusz akrobatái      | Észak-Korea   | pas de deux, trapéz  |
| Ezüstbohóc | Grechushkin csoport              | Oroszország   | rúddobó akrobaták    |
| Ezüstbohóc | Navas Testvérek                  | Ecuador       | halálkerék           |
| Ezüstbohóc | Leosvel és Diosmani              | Kuba          | kínai rúd            |
| Ezüstbohóc | Alexander Koblykov               | Ukrajna       | zsonglőr             |
| Ezüstbohóc | Jean-François Pignon             | Franciaország | lovasakrobata        |
| Bronzbohóc | Mundial Cirkusz                  | Spanyolország | teljes előadás       |
| Bronzbohóc | Trio Markin                      | Oroszország   | rola bola            |
| Bronzbohóc | Kid Bauer                        | Franciaország | oroszlánok           |
| Bronzbohóc | Catwall                          | Kanada        | trambulin akrobaták  |
| Bronzbohóc | Trio Equivokee                   | Ukrajna       | zsonglőrök           |
| Bronzbohóc | Donnert csoport                  | Magyarország  | lovas akrobaták      |

## Hang és Kép
- A 37. Monte-Carlói Nemzetközi Cirkuszfesztivál fellépői